# C/2024 S1
C/2024 S1 (ATLAS)是一顆掠日彗星，由ATLAS（小行星陸地撞擊持續報警系統）-HKO於2024年9月27日在夏威夷發現，預計於2024年10月28日通過近日點。這顆彗星與克魯茲族彗星有著相似的軌道，可能是一顆原本較大彗星的碎片。彗星在通過近日點之後，可能會變得肉眼可見，也許看起來像另一顆克魯茲族彗星C/2011 W3（洛夫喬伊）。
ATLAS巡天期間使用位於夏威夷哈萊阿卡拉火山的0.5 公尺反射望遠鏡發現這顆彗星。根據估計，這顆彗星發現時的視星等為15.3等，彗髮直徑約為半角分。進一步的觀察表明，彗髮直徑增加達3角分，彗尾長達156角秒。幾天後，估計視星等已達到12.6等。
這顆彗星將在早晨的天空中可見，在近日點之前從南半球看得更清楚。在近日點期間，它的亮度可能達到-5到-7等，比金星還要明亮。如果它在近日點倖存下來，將在早晨的夜空中再次出現，對南半球觀測者來說更適合觀測。

## 外部連結
- NASA JPL小天體瀏覽器上的C/2024 S1